# Фудбалска репрезентација Норвешке
Фудбалска репрезентација Норвешке је фудбалски тим који представља Норвешку на међународним такмичењима. Утакмице као домаћин игра на Улевал стадиону у Ослу. Највећи успех им је пласман у шеснаестину финала Светског првенства 1998.

## Успеси

### Светска првенства
| Година       | Коло                  |
| ------------ | --------------------- |
| 1930         | Није учествовала      |
| 1934         | Није учествовала      |
| 1938         | Групна фаза           |
| 1950         | Није учествовала      |
| 1954 до 1990 | Није се квалификовала |
| 1994         | Групна фаза           |
| 1998         | Осмина финала         |
| 2002 до 2022 | Није се квалификовала |
| Укупно       | 3/22                  |

### Европска првенства
| Година       | Коло                  |
| ------------ | --------------------- |
| 1960 до 1996 | Није се квалификовала |
| 2000         | Групна фаза           |
| 2004 до 2024 | Није се квалификовала |
| Укупно       | 1/17                  |

### Лига нација
| Рекорди у УЕФА Лиги нација | Рекорди у УЕФА Лиги нација | Рекорди у УЕФА Лиги нација | Рекорди у УЕФА Лиги нација | Рекорди у УЕФА Лиги нација | Рекорди у УЕФА Лиги нација | Рекорди у УЕФА Лиги нација | Рекорди у УЕФА Лиги нација | Рекорди у УЕФА Лиги нација | Рекорди у УЕФА Лиги нација | Рекорди у УЕФА Лиги нација |
| Сезона                     | Лига                       | Група                      | ИГ                         | П                          | Н                          | И                          | ГД                         | ГП                         | П/И                        | Поз.                       |
| -------------------------- | -------------------------- | -------------------------- | -------------------------- | -------------------------- | -------------------------- | -------------------------- | -------------------------- | -------------------------- | -------------------------- | -------------------------- |
| 2018/19.                   | Ц                          | 3                          | 6                          | 4                          | 1                          | 1                          | 7                          | 2                          | Раст                       | 26.                        |
| 2020/21.                   | Б                          | 1                          | 6                          | 3                          | 1                          | 2                          | 12                         | 7                          | Same position              | 22.                        |
| 2022/23.                   | Б                          | 4                          | 6                          | 3                          | 1                          | 2                          | 7                          | 7                          | Same position              | 24.                        |
| Укупно                     | Укупно                     | Укупно                     | 18                         | 10                         | 3                          | 5                          | 26                         | 16                         |                            |                            |